# 普雷里鎮區 (愛荷華州戴維斯縣)
普雷里鎮區（英語：Prairie Township）是位於美國愛荷華州戴維斯縣的一個行政鎮區。

## 地方資料
根據2010年美國人口普查的數據，普雷里鎮區的面積為71.57平方千米，當中陸地面積為71.42平方千米，而水域面積為0.15平方千米。當地共有人口394人，而人口密度為每平方千米5.51人。